# Nora Maier
Nora Maier later Nora Maier Forster (München, 6 november 1942 – 6 april 2023) was een Duits-Britse muziekpromotor, actrice en model. 

## Biografie
Voordat ze eind jaren zestig naar Londen verhuisde, werkte ze in West-Duitsland met Jimi Hendrix, Wishbone Ash en Yes. In Londen hielp ze de  punkbands The Slits, the Sex Pistols en The Clash financieel ondersteunen. Ze was getrouwd met John Lydon van de Sex Pistols.

## Filmografie[1]
- 1965: Genghis Khan, film, als minnares
- 1970: Mein schönes kurzes Leben, film, als Anna
- 2000: Rotten TV, serie, als zichzelf

- Gemeinsame Normdatei: 1062244052
- MusicBrainz: 907c8bae-9ca8-493a-9c8f-b3d24db66a1a
- Virtual International Authority File: 311701141